# Зниклий (фільм, 2006)
Зниклий (англ. Dead Lenny) — американська комедія 2006 року.
Теглайн: «На жаль, Ленні обіцяв гроші всім».

## Сюжет
Нью-йоркський гангстер Тоні Тік очікує доставки п'яти мільйонів доларів з Лос-Анжелеса. Але кур'єр Ленні Лонг несподівано зникає і Тоні посилає Шейді шукати зниклі гроші. Прибувши в Лос-Анжелес він знаходить родичів та знайомих Ленні, які не знають де він і що з ним сталося. Але виявляється, що Ленні пообіцяв поділитися з кожним із них грошима.

## У ролях
| Актор               | Роль                |
| ------------------- | ------------------- |
| Ніколь Еггерт       | Саллі Лонг          |
| Стівен Бауер        | Ленні Лонг          |
| Джон Герд           | доктор Роберт Гукер |
| Стів Бейкер         | Шейді               |
| Джо Піскопо         | Луїс Лонг           |
| Вітні Ейбл          | Єва                 |
| Арманд Ассанте      | Тоні Тік            |
| Джеремі Родрігес    | Саймон              |
| Дерек Гаспар        | Кармін              |
| Арт Паргу           | Оскар               |
| Джон Джозеф Брендон | Хав'єр              |
| Сабріна Міллер      | медсестра Елоїза    |
| Том Ріс             | доктор Ріттер       |
| Лорі МакМахон       | медсестра Гевін     |
| Генрік Рутгерсон    | Пітер / Джонні Діл  |
| Алекс Бертон        | Сем                 |
| Гарв Попік          | Едвард, тато Сема   |
| Шон Патрік Медден   | Сильвестер          |
| Філіп С. Нейлор     | чувак 1             |
| Девід А. Гоффман    | чувак 2             |

## Сприйняття
Оцінка на сайті IMDb — 3,1/10.